# پل مرده‌است

مجله‌ای که تصویر جلد آن دربارهٔ این شایعه است.

پل مرده‌است یک افسانهٔ محلی است مبنی بر مرگ پل مک‌کارتنی از گروه راک انگلیسی بیتلز در ۱۹۶۶ و اینکه فردی که مشابه او بوده جایگزینش شده‌است. در سپتامبر ۱۹۶۹ دانشجویان آمریکایی مقالاتی منتشر نمودند که ادعا می‌کردند می‌توان نشانه‌هایی از مرگ مفروض مک‌کارتنی را در ترانه‌ها و عکس‌های روی آلبوم‌های بیتلز مشاهده نمود. دنبال نشانه گشتن حالت مسری پیدا نمود و طی چند هفته تبدیل به پدیده‌ای بین‌المللی شد. شایعات پس از انتشار مصاحبه‌ای با پل مک کارتنی در مجله لایف در نوامبر ۱۹۶۹ فروکش نمود.
فرهنگ عامه گاه گاه ارجاعاتی به این افسانه داشته و خود مک‌کارتنی در سال ۱۹۹۳ با انتشار آلبوم «پل زنده است» به‌طور طنزآمیز از آن استفاده نمود. عکس روی جلد این آلبوم نقیضه‌ای از نشانه‌هایی که ظاهراً روی جلد آلبوم ابی رود راجع به مرگ مک‌کارتنی وجود داشته‌است.

## آغاز افسانه
شایعه‌ای مبنی بر مرگ مک‌کارتنی در لندن در ژانویه سال ۱۹۶۷ پس از آنکه ماشین او در تصادفی شرکت داشت پخش شد. این شایعه در نوامبر آن سال در مجلهٔ طرفداران بیتلز بررسی و رد شد ولی معلوم نیست که شایعهٔ ۱۹۶۹ به آن مرتبط است یا نه. در سال ۱۹۶۹، بیتلز که تازه آلبوم ابی رود را پخش کرده بودند در حال فروپاشی بودند: مک‌کارتنی خیلی کم در انظار عمومی ظاهر شده و بیشتر وقتش را در عمارتش در اسکاتلند با همسر جدیدش لیندا برای فکر روی وضعیت کاری انفرادی‌اش در آینده صرف می‌نمود.
در ۱۷ سپتامبر ۱۹۶۹، روزنامهٔ دانشجویی دانشگاه دریک در آیوا مقاله‌ای با نام «آیا پل مک‌کارتنی بیتلز مرده‌است؟» را برای بحث راجع به شایعه‌ای که در دانشگاه پخش شده بود منتشر نمود. در این وهله شایعه شامل سرنخ‌های زیادی از آلبوم‌های اخیر بیتلز بود از جمله «مرد مرده، مرا روشن کن» پیامی که وقتی آهنگ «انقلاب ۹» از آلبوم بیتلز (سفید) به‌طور معکوس پخش می‌شد شنیده می‌شد. در گزارش‌هایی که از ۱۱ اکتبر به بعد از درک تایلور، مسئول روابط عمومی بیتلز منتشر شده‌است او ابراز داشته که آن‌ها سوالات زیادی راجع به مرگ مک‌کارتنی شنیده‌اند و حتی از ایالات متحده هم با آن‌ها تماس‌های تلفنی گرفته شده‌است.

## فراگیری
در ۱۲ اکتبر ۱۹۶۹ فردی که با ایستگاه رادیویی WKNR-FM در دیترویت تماس گرفته بود با میزبان راجع به شایعه و سرنخ‌های آن صحبت نمود. در ساعت بعدی برنامه و دیگر افرادی که با آن تماس گرفتند این موضوع را مورد بحث قرار دادند. دو روز بعد روزنامه دانشجویی دانشگاه میشیگان مقاله‌ای از دانشجویی به نام فرد لابور با نام «مرگ مک‌کارتنی: شواهد جدید کشف شده» منتشر نمود. لابور سرنخ‌های زیادی به ویژه از عکس روی جلد آلبوم ابی رود را برای مرگ مک‌کارتنی گزارش داد. او که اغلب نشانه‌ها را از خودش درآورده بود وقتی روزنامه‌ها در سراسر ایالات متحده خبر او را منعکس نمودند شوکه شد. ایستگاه رادیویی WKNR-FM هم با برنامه‌ای دوساعته در ۱۹ اکتبر به شایعه‌ها بیشتر دامن زد.
در ۲۱ اکتبر ۱۹۶۹ راب یونگ میزبان شبکه رادیویی WABC نیویورک بیش از یک ساعت این امر را مورد بحث قرار داد. برنامه در بیش از ۳۸ ایالت و حتی خارج از آمریکا هم پخش می‌شد. عصر همان روز مسئول ارتباطات عمومی بیتلز شایعه را تکذیب نمود.
سرنخ‌های زیادی برای پیشنهاد این روایت مورد استفاده قرار گرفتند: سه سال قبل (۹ نوامبر ۱۹۶۶) پس از جروبحث بیتلز در یک جلسه ضبط، مک‌کارتنی با عصبانیت با ماشینش تصادف نموده و فوت کرده بوده‌است. بیتلز برای جلوگیری از اندوه عمومی او را با ویلیام کمپل که برندهٔ مسابقه افراد مشابه مک‌کارتنی شده بود، جایگزین نموده بوده‌است.

## سرنخ‌ها
صدها سرنخ راجع به مرگ مک‌کارتنی از سوی طرفداران و پیروان آن‌ها گزارش شده‌است. این‌ها شامل پیام‌هایی که هنگام معکوس گوش کردن به آهنگ‌ها شنیده می‌شود و تفسیرهای نمادین از ترانه‌ها و عکس‌های روی جلد آلبوم‌ها می‌شود. یکی از موارد بسیار نقل شده این است که جان لنون در انتهای آهنگ «مزارع توت‌فرنگی برای همیشه» گفته‌است «من گل را دفن کردم». مک‌کارتنی بعدها گفت که لنون در واقع گفته‌است: سس کرنبری. مورد دیگر این است که عکس روی جلد آلبوم ابی رود تشییع جنازه‌ای است که در آن لنون نماد کشیش و استار نماد عزادار است و هریسون نماد قبرکن. در حالی که مک‌کارتنی پابرهنه پشت سر بقیه اعضای گروه نشان‌دهندهٔ جنازه است.
یکی دیگر از «شواهد» این شایعه این بود که هنگام معکوس گوش کردن به ترک «انقلاب ۹»، عبارت مخفی «مرا هیجان ببخش، مرد مرده» ("turn me on, dead man") شنیده می‌شود.

## تکذیب
مسئول روابط عمومی بیتلز در ۱۹۶۹ شایعه را تکذیب و آن را «کپه‌ای آشغال» خواند. او اظهار داشت که این شایعه به مدت دو سال جریان داشته و آن‌ها نامه‌هایی از همه جا راجع به آن دریافت نموده‌اند. شایعه‌ها در ۷ نوامبر ۱۹۶۹ پس از انتشار مصاحبهٔ معاصر با مک‌کارتنی در مجله لایف فروکش نمود. مک‌کارتنی در این مصاحبه اظهار داشت:
شاید شایعه به این دلیل منتشر شده‌است که من اخیراً خیلی در مطبوعات نبوده‌ام. من به اندازهٔ یک عمر در روزنامه‌ها بوده‌ام و این روزها حرف چندانی ندارم که بگویم. از بودن کنار خانواده‌ام خوشحالم و هر وقت خواستم کار می‌کنم. من ده سال بی‌وقفه کار کرده و هرگز استراحت نکرده‌ام. حالا هر وقت بتوانم این کار را می‌کنم. ترجیح می‌دهم این روزها کمتر مشهور باشم.

## پیامدها
پیش از تمام شدن اکتبر ۱۹۶۹ گروه میستیری تور آهنگ «سرود پل»، بیلی شییرز و ال امریکنز «برادر پل» و وربلی فینستر «پل به مدت طولانی» را منتشر نمودند. تری نایت آهنگ «پل قدیس» را در می ۱۹۶۹ راجع به فروپاشی بیتلز منتشر نمود. این آهنگ چند ماه بعد توسط ایستگاه‌های رادیویی به عنوان مرثیه‌ای برای مک‌کارتنی مورد استفاده قرار گرفت. برنامهٔ تلویزیونی به میزبانی اف.لی. بیلی در شبکه WOR نیویورک به بررسی این موضوع پرداخت. بیلی، لابور را به برنامه دعوت نموده بود و هنگامی که لابور به او گفت که مقالهٔ او شوخی بوده‌است اظهار داشت که باید یک ساعت برنامهٔ تلویزیونی را اجرا نمایند. لنون و مک کارتنی هر دو به این افسانه در کارهایشان اشاره نمودند. لنون د ۱۹۷۱ در آهنگ «چگونه می‌خوابی؟» و مک‌کارتنی در ۱۹۹۳ در آلبوم پل زنده است که در آن به استفاده نقیضه‌ای از عکس روی جلد ابی رود و سرنخ‌های آن پرداخته‌است.